# Rivière la Chaloupe
La rivière la Chaloupe est un cours d’eau de la municipalité régionale de comté (MRC) de Joliette, située dans la région administrative de Lanaudière, au Québec, au Canada. Elle coule sur une distance de 40 km et est un tributaire de la rive nord du fleuve Saint-Laurent. Elle draine un territoire hydrographique de 146 km2 situé dans les Basses-terres du Saint-Laurent.
Plus de 5 000 personnes habitent sur son bassin versant et près de la moitié du territoire est exploitée pour l’agriculture.

## Géographie
La rivière la Chaloupe prend sa source à Notre-Dame-de-Lourdes et coule sur 3 km en direction est à travers les boisés humides de cette région. Elle traverse la route 131 à la hauteur du rang de la Première Chaloupe de Notre-Dame des Prairies. La rivière sert de limite administrative entre ces deux villes. Elle fait ensuite son chemin en zigzaguant toujours vers l’est. Un peu avant le pont de la rivière du rang de la Chaloupe qui sépare Notre-Dame-des-Prairies à Sainte-Élisabeth, La Chaloupe est alimentée par le ruisseau Ste-Rosalie qui provient du nord et qui draine les terres agricoles et forestières du secteur du rang Ste-Rose à Notre-Dame de Lourdes. À cette hauteur, le ruisseau Ste-Rosalie fait presque doubler le débit de la rivière. 
Sur les 5 km suivants, jusqu’au pont Beaulieu sur la route reliant Ste-Élisabeth à St-Thomas, vient s’ajouter du nord et du sud une série de sept cours d’eau (Barrette, Bonin, Dulong, Lafond, Bonin-Hubert, Rondeau et Pied-du-Coteau). 
Ensuite, la rivière continue son chemin et reçoit du nord les eaux du Deuxième Grand Fossé avant de bifurquer vers le sud-est pendant 4 km après avoir passé sous le pont du rang de la Grande Chaloupe à St-Thomas. À partir de ce point, la rivière commence à faire des méandres de plus en plus gros. Elle passe sous la route 158 et reçoit les eaux de son plus gros tributaire, le ruisseau St-Thomas qui irrigue une partie de la municipalité de St-Thomas. Celui-ci longe la route 158 depuis la limite entre Joliette et St-Thomas et est alimenté par une dizaine de cours d’eau (Drainville, Mollez, Roberge, etc.) et draine une superficie de 37,68 km2.
La rivière change de direction pour prendre celle du nord-est. Elle est alimentée alors par un autre gros affluent venant du sud, le bras du sud-ouest. Ce cours d’eau draine un milieu humide de près de 10 km2. Du côté nord, quatre cours d’eau importants alimentent la rivière (ruisseau Poulette, cours d’eau Coutu, Le Grand Fossé et le cours d’eau Houde)
Après avoir coulé pendant 10 km dans cette direction, la rivière change de cap et pénètre sur le territoire de la municipalité de Ste-Geneviève de Berthier. Il parcourt finalement les neuf derniers kilomètres de sa course de façon sinueuse en direction est pour atteindre le fleuve St-Laurent après un parcours de 40 km depuis sa source.
La "rivière la Chaloupe" se déverse sur la rive nord-est du Canal du Nord, face à l'Île aux Castors, une des composantes de l'archipel du lac Saint-Pierre, située à l'entrée du Lac Saint-Pierre.

## Histoire
En 1765, les habitants de Ste-Élisabeth descendirent vers le sud et ouvrirent des terres le long de la rivière La Chaloupe. Plus tard, en 1792, on se rendit jusqu’à la rivière St-Jacques (aujourd’hui ruisseau St-Thomas). Ce fut probablement la première époque de colonisation le long de ces cours d’eau. 
On dénombre deux moulins qui ont été construits sur la rivière La Chaloupe. Un premier, vers 1794, par le seigneur James Cuthbert. Ce moulin fut exploité pour moudre la farine seigneuriale et carder la laine. À l’origine, ce moulin mesurait 100 pieds de longueur et surplombait la rivière. Aujourd’hui, on peut encore en voir les fondations du côté sud de la rivière, près de l’intersection du rang de la Chaloupe et du rang de la Grande Chaloupe à St-Thomas. (Photo)
Une scierie fut aussi construite sur la rivière La Chaloupe en amont du premier moulin. Elle fut bâtie vers 1817 par le premier curé de Ste-Élisabeth, M. Pierre Keller. Elle était située en amont du pont Beaulieu qui relie St-Thomas à Ste-Élisabeth. 
Un pont couvert fut également construit sur le bassin versant de la rivière La Chaloupe. Ce pont se trouvait sur la rue Perreault à St-Thomas et chevauchait le ruisseau St-Thomas. Il fut construit en 1919 et rendait hommage à M. Jean-Baptiste Perrault qui avait donné la moitié du terrain nécessaire pour sa construction en 1833.

## Formation
La rivière La Chaloupe ainsi que le ruisseau St-Thomas sont apparus il y a environ 10 000 ans, grâce à la formation d’un delta de la rivière L’Assomption. C’était à l’époque une grande rivière qui s’écoulait des glaciers qui recouvraient le Bouclier Canadien vers le lac à Lampsilis, qui a succédé à la mer de Champlain. 
Le ruisseau du bras du sud-ouest est le vestige d’un ancien chenal du fleuve St-Laurent, disparu il y a près de 8 000 ans.

## Toponymie
La rivière La Chaloupe porte le nom d’une rivière de France, affluent de la Meuse, dans le nord-est. Au début du XIXe siècle, plusieurs personnes du village de Sainte-Élisabeth ajoutaient à leur nom « de la Chaloupe » pour indiquer leur provenance.
Le ruisseau St-Thomas portait autrefois le nom de rivière St-Jacques. Ce nom venait du premier seigneur d’Autray, Louis Bourdon, originaire de St-Jacques de Bergerac, dans le sud-ouest de la France. Le nom ruisseau St-Thomas doit venir de l’hommage qu’on a voulu porter au curé Thomas-Léandre Brassard (1805-1891), curé de Sainte-Élisabeth de 1836 à 1844, lorsque la paroisse de St-Thomas en a été détachée.
Le bras du sud-ouest est aussi appelé bras du Suroît. Suroît est un mot normand pour désigner le sud-ouest.
La plupart des autres cours d’eau du bassin portent le nom des premiers agriculteurs (Coutu, Bonin, Rondeau, Barrette, Drainville, Fafard-Lasalle, Poulette, Houde, Coulombe, Roberge, etc.) qui modifiaient le tracé du cours d’eau pour optimiser la surface cultivable et faciliter le travail de la terre, une pratique très à la mode dans la deuxième moitié du XXe siècle.

## Municipalités traversées
- Notre-Dame-de-Lourdes (Joliette)
- Notre-Dame-des-Prairies
- Sainte-Élisabeth
- Saint-Thomas
- Sainte-Geneviève-de-Berthier